# Bassa Sports Club
Le Bassa Sports Club est un club antiguais de football basé à All Saints.  

## Palmarès
- Championnat d'Antigua-et-Barbuda (5) :
  - Champion : 2004, 2005, 2007, 2008 et 2010.

- Coupe d'Antigua-et-Barbuda (1) :
  - Vainqueur : 2008.
  - Finaliste : 2006.